# Атлетика на Летњим олимпијским играма 1988.
Атлетска такмичења на 24. Олимпијским играма у Сеулу 1988. године одржавала су се на Олимпијском стадиону у Сеулу у 44 атлетске дисциплине (24 мушке и 18 женских), од 23. септембра до 2. октобра 1988.. Учествовало је 149 нација са 1617 учесника, од којих је 1.062 мушкарца и 555 жена. Први пут је у програму била дисциплина трчања на 10.000 метара.
Број земаља учесница се за 25 повећао у односу на игре 1984. у Лос Анђелесу. Међу 149 нација 11 је учесволало први пут у атлетским такмичењима и то::
 Андора
 Гвам
 Кајманска Острва
 Кукова Острва
 Малдиви
 Мауританија
 Парагвај
 Сент Винсент и Гренадини
 Америчка Самоа
 Тонга
 Вануату
На такмичењу је оборемо 5 светских рекорда (2 мушка и 3 женска) и 25 олимпијских рекорда (14 мушких и 11 женских).

## Значајнија дешавања
- Бен Џонсон, спринтер из Канаде, је победио у дуго очекиваној и најављиваној трци на 100 метара и то с временом новог светског рекорда. Накнадно је међутим, у једној од највећих допиншких афера у олимпијској историји, утврђено да је Џонсон користио недозвољена стимулативна средства, па су му медаља и рекорд одузети, а победа је припала Карлу Луису.
- Двоструку победу остварио је Карл Луис у трци на 100 метара и скоку удаљ, у трци на 200 метара је био други.
- Спринтерка Флоренс Грифит Џојнер из САД је освојила три златне и једну сребрну медаљу у спринтерским дисциплинама, оборивши при томе и светски рекорд у трци на 200 метара.
- Такмичари Сједињених Америчих Држава освојили су све три медаље у мушким дисциплинама трци на 400 метара и скоку удаљ.
- Такмичари Совјетског Савеза су направили хет трик такође у мушким дисциплинама скоку мотком и бацању кладива
- Џеки Џојнер-Керси је освојила две златне медаље у скоку удаљ и у седмобоју.
- Атлетичари Кеније освојили су златне медаље у свим дисциплинама средњих пруга у мушкој конкуренцији:800 м, 1.500 м, 3.000 м са препрекама и 5.000 м.

## Освајачи медаља

### Мушкарци
| Дисциплина                      |                                                                                           | Резултат     |                                                                                   | Резултат |                                                                             | Резултат |
| 100 м детаљи                    | Бен Џонсон · Канада · Карл Луис · Сједињене Америчке Државе                               | 9.79 9,92 СР | Линфорд Кристи · Уједињено Краљевство                                             | 9,97 ЕР  | Калвин Смит · Сједињене Америчке Државе                                     | 9,99     |
| 200 м детаљи                    | Џо Делоуч · Сједињене Америчке Државе                                                     | 19,75 ОР     | Карл Луис · Сједињене Америчке Државе                                             | 19,79    | Робсон да Силва · Бразил                                                    | 20,04    |
| 400 м детаљи                    | Стивен Луис · Сједињене Америчке Државе                                                   | 43,87        | Хари „Буч“ Рејнолдс · Сједињене Америчке Државе                                   | 43,93    | Дени Еверет · Сједињене Америчке Државе                                     | 44,09    |
| 800 м детаљи                    | Пол Еренг · Кенија                                                                        | 1:43,45      | Жоаким Круз · Бразил                                                              | 1:43,90  | Саид Ауита · Мароко                                                         | 1:44,06  |
| 1.500 м детаљи                  | Питер Роно · Кенија                                                                       | 3:35,96      | Питер Елиот · Уједињено Краљевство                                                | 3:36,15  | Јенс Петер Херолд · Источна Немачка                                         | 3:36,21  |
| 5.000 м детаљи                  | Џон Нгуги · Кенија                                                                        | 13:11,70     | Дитер Бауман · Западна Немачка                                                    | 13:15,52 | Хансјерг Кунце · Источна Немачка                                            | 13:15,73 |
| 10.000 м детаљи                 | Брахим Бутајеб · Мароко                                                                   | 27:21,46 ОР  | Салваторе Антибо · Италија                                                        | 27:23,55 | Кипкембои Кимели · Кенија                                                   | 27:25,16 |
| 110 м препоне детаљи            | Роџер Кингдом · Сједињене Америчке Државе                                                 | 12,98 ОР     | Колин Џексон · Уједињено Краљевство                                               | 13,28    | Тони Кембел · Сједињене Америчке Државе                                     | 13,38    |
| 400 м препоне детаљи            | Андре Филипс · Сједињене Америчке Државе                                                  | 47,19 ОР     | Амаду Дија Ба · { Сенегал                                                         | 47,23    | Едвин Мозиз · Сједињене Америчке Државе                                     | 47,56    |
| 3.000 м препреке детаљи         | Џулијус Каријуку · Кенија                                                                 | 8:05,51 ОР   | Питер Коуч · Кенија                                                               | 8:06,79  | Марк Роуланд · Уједињено Краљевство                                         | 8:07,96  |
| 4 х 100 м штафета детаљи        | Совјетски Савез · Виктор Бризгин · Владимир Крилов · Владимир Муравјов · Виталиј Савин    | 38,19        | Уједињено Краљевство · Елиот Бани · Џон Риџиз · Мајкл Макфарлејн · Линфорд Кристи | 38,29    | Француска · Бруно Мари-Роз · Данијел Сангума · Жил Кенерве · Макс Моринијер | 38,40    |
| 4 х 400 м штафета детаљи        | Сједињене Америчке Државе · Дени Еверт · Стив Луис · Кевин Робинзин · Хари „Буч“ Рејнолдс | 2:56,16 =СР  | Јамајка · Хауард Дејвис · Девон Морис · Винтроп Грејам · Берт Камерон             | 3:00,30  | Западна Немачка Норберт Добелајт Едгар Ит Јерг Фајхингер Ралф Либке         | 3:00,56  |
| маратон детаљи                  | Ђелиндо Бордин · Италија                                                                  | 2:10:32      | Даглас Вакихури · Кенија                                                          | 2:10:47  | Ахмед Салах · Џибути                                                        | 2:10:59  |
| 20 км ходање детаљи             | Јозеф Прибилинец · Чехословачка                                                           | 1:19:57 ОР   | Роналд Вајгелл · Источна Немачка                                                  | 1:20:00  | Маурицио Дамилано · Италија                                                 | 1:20:14  |
| 50 км ходање за мушкарце детаљи | Вјечеслав Ивањенко · Совјетски Савез                                                      | 3:38:29 ОР   | Роналд Вајгел · Источна Немачка                                                   | 3:38:56  | Хартвиг Гаудер · Источна Немачка                                            | 3:39:45  |
| Скок увис детаљи                | Генадиј Авдејенко · Совјетски Савез                                                       | 2,38 ОР      | Холис Конвеј · Сједињене Америчке Државе                                          | 2,36     | Рудолф Поварницин · Совјетски Савез · Патрик Шеберг · Шведска               | 2,36     |
| Скок мотком детаљи              | Сергеј Бупка · Совјетски Савез                                                            | 5,90 ОР      | Родион Гатаулин · Совјетски Савез                                                 | 5,85     | Григориј Јегоров · Совјетски Савез                                          | 5,80     |
| Скок удаљ детаљи                | Карл Луис · Сједињене Америчке Државе                                                     | 8,72         | Мајк Пауел · Сједињене Америчке Државе                                            | 8,49     | Лари Мајрикс · Сједињене Америчке Државе                                    | 8,27     |
| Троскок детаљи                  | Христо Марков · Бугарска                                                                  | 17,61 ОР     | Игор Лапшин · Совјетски Савез                                                     | 17,52    | Александар Коваленко · Совјетски Савез                                      | 17,42    |
| Бацање кугле детаљи             | Улф Тимерман · Источна Немачка                                                            | 22,47 ОР     | Ренди Барнс · Сједињене Америчке Државе                                           | 22,39    | Вернер Гинтер · Швајцарска                                                  | 21,99    |
| Бацање диска детаљи             | Јирген Шулт · Источна Немачка                                                             | 68,82 ОР     | Ромас Убартаст · Совјетски Савез                                                  | 67,48    | Ролф Данеберг · Западна Немачка                                             | 67,38    |
| Бацање кладива детаљи           | Сергеј Литвинов · Совјетски Савез                                                         | 84,80 ОР     | Јуриј Седих · Совјетски Савез                                                     | 9,97     | Јири Там · Совјетски Савез                                                  | 9,99     |
| Бацање копља детаљи             | Тапио Корјус · Финска                                                                     | 84,28        | Јан Железни Чехословачка                                                          | 84,12    | Сепо Рети · Финска                                                          | 83,26    |
| Десетобој детаљи                | Кристијан Шенк · Источна Немачка                                                          | 8488         | Торстен Фос · Источна Немачка                                                     | 8399     | Дејв Стин · Канада                                                          | 8328     |

1. ↑  Јан Железни је у квалификацијама поставио олимпијски рекорд 85,90 м постигнут са новим копљем уведеним 1986.

### Жене
| Дисциплина             |                                                                                            | Резултат    | | Резултат |                                                                                                 | Резултат |
| 100 м детаљи           | Флоренс Грифит Џојнер · Сједињене Америчке Државе                                          | 10,54 ОР    | Евелин Ешфорд · Сједињене Америчке Државе                                                             | 10,83    | Хајке Дрекслер · Источна Немачка                                                                | 10,85    |
| 200 м детаљи           | Флоренс Грифит Џојнер · Сједињене Америчке Државе                                          | 21,34 СР    | Грејс Џексон · Јамајка                                                                                | 21,72    | Хајке Дрекслер · Источна Немачка                                                                | 21,95    |
| 400 м детаљи           | Олга Бризгина · Совјетски Савез                                                            | 48,65 ОР    | Петра Милер · Источна Немачка                                                                         | 49,45    | Олга Назарова · Совјетски Савез                                                                 | 49,90    |
| 800 м детаљи           | Зигрун Водарс · Источна Немачка                                                            | 1:56,10     | Кристине Вахтел · Источна Немачка                                                                     | 1:56,64  | Ким Галагер · Сједињене Америчке Државе                                                         | 1:56,91  |
| 1.500 м детаљи         | Паула Иван · Румунија                                                                      | 3:53,96 ОР  | Лајмуте Баикаускаите · Совјетски Савез                                                                | 4:00,24  | Татјана Самоленко · Совјетски Савез                                                             | 4:00,30  |
| 3000 м детаљи          | Татјана Самоленко · Совјетски Савез                                                        | 8:26,53 ОР  | Паула Иван · Румунија                                                                                 | 8:27,15  | Ивон Мари · Уједињено Краљевство                                                                | 8:29,02  |
| 10.000 м детаљи        | Олга Бондаренко · Совјетски Савез                                                          | 31:05,21 ОР | Лиз Маколган · Уједињено Краљевство                                                                   | 31:08,44 | Јелена Жупијева · Совјетски Савез                                                               | 31:19,82 |
| маратон детаљи         | Роза Мота · Португалија                                                                    | 2:25,40     | Лиса Мартин · Аустралија                                                                              | 2:25,43  | Катрин Дере · Источна Немачка                                                                   | 2:26,21  |
| 100 м препоне детаљи   | Јорданка Донкова · Бугарска                                                                | 12,38       | Глорија Зиберт · Источна Немачка                                                                      | 12,61    | Клаудија Зазкјевич · Западна Немачка                                                            | 12,75    |
| 400 м препоне детаљи   | Деби Флинтоф-Кинг · Аустралија                                                             | 53,17 ОР    | Татјана Ледовска · Совјетски Савез                                                                    | 53,18    | Елен Фидлер · Источна Немачка                                                                   | 53,63    |
| 4х100 м штафета детаљи | Сједињене Америчке Државе · Алис Браун · Шила Екол · Флоренс Грифит Џојнер · Евелин Ешфорд | 41,98       | Источна Немачка · Зилке Милер · Керстин Берент · Ингрид Ланге · Марлис Гер                            | 42,09    | Совјетски Савез · Људмила Кондратјева · Галина Малчугина · Марина Жирова · Наталија Помошникова | 42,75    |
| 4х400 м штафета детаљи | Совјетски Савез · Татјана Ледовска · Олга Назарова · Марија Пинигина · Олга Бризгина       | 3:15,17 СР  | Сједињене Америчке Државе · Денин Хауард · Дајана Диксон · Валери Бриско-Хукс · Флоренс Грифит Џојнер | 3:15,51  | Источна Немачка · Дагмар Нојбауер-Рибсам · Кирстен Емелман · Сабине Буш · Петра Милер           | 3:18,29  |
| Скок увис детаљи       | Луиз Ритер · Сједињене Америчке Државе                                                     | 2,03 ОР     | Стефка Костадинова · Бугарска                                                                         | 2,01     | Тамара Бикова · Совјетски Савез                                                                 | 1,99     |
| Скок удаљ детаљи       | Џеки Џојнер-Керси · Сједињене Америчке Државе                                              | 7,40 ОР     | Хајке Дрекслер · Источна Немачка                                                                      | 7,22     | Галина Чистјакова · Совјетски Савез                                                             | 7,11     |
| Бацање кугле детаљи    | Наталија Лисовска · Совјетски Савез                                                        | 22,24       | Катрин Најмке · Источна Немачка                                                                       | 21,07    | Ли Мејсу · Кина                                                                                 | 21,06    |
| Бацање диска детаљи    | Мартина Хелман · Источна Немачка                                                           | 72,30 ОР    | Дијана Гански · { Источна Немачка                                                                     | 71,88    | Цветанка Христова · Бугарска                                                                    | 69,74    |
| Бацање копља Детаљи    | Петра Фелке · Источна Немачка                                                              | 74,68       | Фатима Вајтбред · Уједињено Краљевство                                                                | 70,32    | Беате Кох · Источна Немачка                                                                     | 67,30    |
| Седмобој детаљи        | Џеки Џојнер-Керси · Сједињене Америчке Државе                                              | 7291 ОР     | Сабине Џон · Источна Немачка                                                                          | 6897     | Анке Бемер · Источна Немачка                                                                    | 6858     |

## Биланс медаља
| Медаље земље домаћина |

|    | Земља            |    |    |    |    |
| -- | ---------------- | -- | -- | -- | -- |
| 1  | Сједињене Државе | 7  | 5  | 5  | 17 |
| 2  | Совјетски Савез  | 5  | 4  | 4  | 13 |
| 3  | Кенија           | 4  | 2  | 1  | 7  |
| 4  | Источна Немачка  | 3  | 3  | 3  | 9  |
| 5  | Италија          | 1  | 1  | 1  | 3  |
| 6  | Чехословачка     | 1  | 1  | 0  | 2  |
| 7  | Финска           | 1  | 0  | 1  | 2  |
| 7  | Мароко           | 1  | 0  | 1  | 2  |
| 9  | Бугарска         | 1  | 0  | 0  | 1  |
| 10 | УК               | 0  | 4  | 1  | 5  |
| 11 | Западна Немачка  | 0  | 1  | 2  | 3  |
| 12 | Бразил           | 0  | 1  | 1  | 2  |
| 13 | Јапан            | 0  | 1  | 0  | 1  |
| 13 | Сенегал          | 0  | 1  | 0  | 1  |
| 15 | Француска        | 0  | 0  | 1  | 1  |
| 15 | Канада           | 0  | 0  | 1  | 1  |
| 15 | Џибути           | 0  | 0  | 1  | 1  |
| 15 | Швајцарска       | 0  | 0  | 1  | 1  |
| 15 | Шведска          | 0  | 0  | 1  | 1  |
|    | Укупно (19)      | 24 | 24 | 25 | 73 |

|    | Земља            |    |    |    |    |
| -- | ---------------- | -- | -- | -- | -- |
| 1  | Источна Немачка  | 3  | 8  | 6  | 17 |
| 2  | Совјетски Савез  | 6  | 2  | 6  | 14 |
| 3  | Сједињене Државе | 5  | 2  | 1  | 8  |
| 4  | Бугарска         | 1  | 1  | 1  | 3  |
| 5  | Аустралија       | 1  | 1  | 0  | 2  |
| 5  | Румунија         | 1  | 1  | 0  | 2  |
| 7  | Португалија      | 1  | 0  | 0  | 1  |
| 8  | УК               | 0  | 2  | 2  | 4  |
| 9  | Јамајка          | 0  | 1  | 0  | 1  |
| 10 | Кина             | 0  | 0  | 1  | 1  |
| 10 | Западна Немачка  | 0  | 0  | 1  | 1  |
|    | Укупно (11)      | 18 | 18 | 18 | 54 |

### Биланс медаља укупно
|    | Земља                     |    |    |    |     |
| -- | ------------------------- | -- | -- | -- | --- |
| 1  | Сједињене Америчке Државе | 13 | 7  | 6  | 26  |
| 2  | Совјетски Савез           | 10 | 6  | 10 | 26  |
| 3  | Источна Немачка           | 6  | 11 | 10 | 27  |
| 4  | Кенија                    | 4  | 2  | 1  | 7   |
| 5  | Бугарска                  | 2  | 1  | 1  | 4   |
| 6  | Италија                   | 1  | 1  | 1  | 3   |
| 7  | Аустралија                | 1  | 1  | 0  | 2   |
| 7  | Чехословачка              | 1  | 1  | 0  | 2   |
| 7  | Румунија                  | 1  | 1  | 0  | 2   |
| 10 | Финска                    | 1  | 0  | 1  | 2   |
| 10 | Мароко                    | 1  | 0  | 1  | 2   |
| 12 | Португалија               | 1  | 0  | 0  | 1   |
| 13 | Уједињено Краљевство      | 0  | 6  | 2  | 8   |
| 14 | Јамајка                   | 0  | 2  | 0  | 2   |
| 15 | Западна Немачка           | 0  | 1  | 3  | 4   |
| 16 | Бразил                    | 0  | 1  | 1  | 2   |
| 17 | Сенегал                   | 0  | 1  | 0  | 1   |
| 18 | Канада                    | 0  | 0  | 1  | 1   |
| 18 | Кина                      | 0  | 0  | 1  | 1   |
| 18 | Џибути                    | 0  | 0  | 1  | 1   |
| 18 | Француска                 | 0  | 0  | 1  | 1   |
| 18 | Шведска                   | 0  | 0  | 1  | 1   |
| 18 | Швајцарска                | 0  | 0  | 1  | 1   |
|    | Укупно (23)               | 42 | 42 | 43 | 127 |

## Постигнути рекорди
На Олимпијским играма 1996. постигнуто је 25 нових олимпијских рекорда (14 мушка и 11 женских) и 5 нових светска рекорда (2 мушка и 3 женска) у следећим дисциплинама:

### Нови олимпијски и светски рекорди — мушкарци
| Дисцилина         | Датум         | Коло          | Име                                                      | Држава           | Резултат | ОР  | СР  |
| ----------------- | ------------- | ------------- | -------------------------------------------------------- | ---------------- | -------- | --- | --- |
| 100 м             | 24. септембар | Финале        | Карл Луис                                                | Сједињене Државе | 9,92 с   | ОР  | СР  |
| 200 м             | 28. септембар | Финале        | Џо Делоуч                                                | Сједињене Државе | 19,32 с  | ОР  |     |
| 10.000 м          | 26. септембар | Финале        | Брахим Бутајеб                                           | Мароко           | 27:21,46 | ОР  |     |
| 110 м препоне     | 26. септембар | Финале        | Роџер Кингдом                                            | Сједињене Државе | 12,98    | ОР  |     |
| 400 м препоне     | 25. септембар | Финале        | Андре Филипс                                             | Сједињене Државе | 47,19    | ОР  |     |
| 3.000 м препреке  | 30. септембар | Финале        | Џулијус Каријуку                                         | Кенија           | 8:05,51  | ОР  |     |
| 20 км ходање      | 23. септембар | Финале        | Јозеф Прибилинец                                         | Чехословачка     | 1:19:57  | ОР  |     |
| 50 км ходање      | 30. септембар | Финале        | Вјечеслав Ивањенко                                       | Совјетски Савез  | 1:42:58  | ОР  |     |
| скок увис         | 25. септембар | Финале        | Генадиј Авдејенко                                        | Совјетски Савез  | 2,38 м   | ОР  |     |
| скок мотком       | 28. септембар | Финале        | Сергеј Бупка                                             | Совјетски Савез  | 5,90 м   | ОР  |     |
| троскок           | 24. септембар | Финале        | Христо Марков                                            | Бугарска         | 18,09 м  | ОР  |     |
| бацање кугле      | 23. септембар | Финале        | Улф Тимерман                                             | Источна Немачка  | 22,47 м  | ОР  |     |
| бацање диска      | 1. октобар    | Финале        | Јирген Шулт                                              | Источна Немачка  | 68,82 м  | ОР  |     |
| бацање кладива    | 26. септембар | Финале        | Сергеј Литвинов                                          | Совјетски Савез  | 84,76    | ОР  |     |
| "                 | "             | "             | "                                                        | "                | 84,80    | ОР  |     |
| бацање копља      | 25. септембар | квалификације | Јан Железни                                              | Чехословачка     | 85,90 м  | ОР  |     |
| 4 х 400 м штафета | 1. октобар    | Финале        | Дени Еверт Стив Луис Kevin Robinzine Хари „Буч“ Рејнолдс | Сједињене Државе | 2:56,16  | =ОР | =СР |

### Нови олимпијски и светски рекорди — жене
| Дисцилина         | Датум         | Коло          | Име                                                          | Држава           | Резултат | ОР | СР |
| ----------------- | ------------- | ------------- | ------------------------------------------------------------ | ---------------- | -------- | -- | -- |
| 100 м             | 24. септембар | квалификације | Флоренс Грифит Џојнер                                        | Сједињене Државе | 10,88    | ОР |    |
| 100 м             | 24. септембар | четвртфинале  | Флоренс Грифит Џојнер                                        | Сједињене Државе | 10,62    | ОР |    |
| 100 м             | 25. септембар | Финале        | Флоренс Грифит Џојнер                                        | Сједињене Државе | 10,54    | ОР |    |
| 200 м             | 28. септембар | четвртфинале  | Флоренс Грифит Џојнер                                        | Сједињене Државе | 21,76    | ОР |    |
| 200 м             | 29. септембар | полуфинале    | Флоренс Грифит Џојнер                                        | Сједињене Државе | 21,56    | ОР | СР |
| 200 м             | 29. септембар | Финале        | Флоренс Грифит Џојнер                                        | Сједињене Државе | 21,34    | ОР | СР |
| 400 м             | 26. септембар | Финале        | Олга Бризгина                                                | Совјетски Савез  | 48,65    | ОР |    |
| 1.500 м           | 26. август    | Финале        | Паула Иван                                                   | Румунија         | 3:53,96  | ОР |    |
| 3.000 м           | 25. септембра | Финале        | Татјана Самоленко                                            | Совјетски Савез  | 8:26,53  | ОР |    |
| 10.000 м          | 25. септембар | Финале        | Олга Богдаренко                                              | Совјетски Савез  | 31:05,21 | ОР |    |
| 100 м препоне     | 29. септембар | четвртфинале  | Јорданка Донкова                                             | Бугарска         | 12,47    | ОР |    |
| 100 м препоне     | 30. септембар | Финале        | Јорданка Донкова                                             | Бугарска         | 12,38    | ОР |    |
| 400 м препоне     | 25. септембар | четвртфинале  | Елен Фидлер                                                  | Источна Немачка  | 54,58    | ОР |    |
| 400 м препоне     | 26. септембар | полуфинале    | Деби Флинтоф-Кинг                                            | Аустралија       | 54,00    | ОР |    |
| 400 м препоне     | 26. септембар | Финале        | Деби Флинтоф-Кинг                                            | Аустралија       | 53,17    | ОР |    |
| 4 х 400 м штафета | 1. октобар    | Финале        | Татјана Ледовска Олга Назарова Марија Пинигина Олга Бризгина | Совјетски Савез  | 3:15,17  | ОР | СР |
| Скок удаљ         | 24. септембар | Квалификације | Џеки Џојнер-Керси                                            | Сједињене Државе | 7,27     | ОР |    |
| Скок удаљ         | 29. септембар | Финале        | Џеки Џојнер-Керси                                            | Сједињене Државе | 7,40     | ОР |    |
| Скок увис         | 30. септембар | Финале        | Луиз Ритер                                                   | Сједињене Државе | 2,03     | ОР |    |
| Бацање диска      | 29. септембар | Финале        | Мартина Хелман                                               | Источна Немачка  | 72,30    | ОР |    |
| Бацање копља      | 26. септембар | Финале        | Петра Фелке                                                  | Источна Немачка  | 72,62    | ОР |    |
| Бацање копља      | 26. септембар | Финале        | Петра Фелке                                                  | Источна Немачка  | 74,68    | ОР |    |
| Седмобој          | 24. септембар | Финале        | Џеки Џојнер-Керси                                            | Сједињене Државе | 7291     | ОР | СР |